# Jan Andrzej Eydziatowicz
Jan Andrzej Eydziatowicz herbu Łuk napięty – podstoli smoleński w latach 1674-1676, pisarz skarbowy Wielkiego Księstwa Litewskiego w 1653 roku.
Był elektorem Michała Korybuta Wiśniowieckiego z województwa smoleńskiego w 1669 roku.